# Arthur Hruska

Grabstätte Arturo Hruskas, Friedhof Gardone Riviera

Arthur (Arturo) Hruska (* 10. Mai 1880 in Innsbruck; † 13. Januar 1971 in München) war ein österreichischer Zahnarzt und Botaniker.

## Leben
Arthur war Schüler seines Vaters Josef und beschäftigte sich bereits in seiner Jugend mit Zahnlegierungen und Metallprothesen. Seine Ausbildung absolvierte er in Belgien, Irland, Österreich, Frankreich, Deutschland, Schweiz und in den USA. Er promovierte 1906 in München und schloss seine Studien 1913 in Padua ab. Er war ein Chirurg und Traumatologe, weiters Biologe, Ethnologe und Essayist.

## Wirken
Arthur Hruska befasste sich mit der Ätiologie und der Therapie der Parodontose. Er beschrieb sie als „eine Erkrankung, die durch Umwelteinflüsse und Mutationen zu Gewebs- und Enzymveränderungen führt“ und fasste sie als charakteristische Erkrankung der zivilisierten und konsumorientierten Welt auf. Als Erster beschrieb er auch die Therapie.
1901 wurde er an den Hof nach Petersburg berufen. Der Zar erlaubte ihm die Ausübung seines Berufes in ganz Russland. Hruska zog es jedoch vor, nach Italien zurückzukehren. 1903 eröffnete eine Ordination und begann 10.000 m² (1 ha) eines aufgelassenen Weingartens in Gardone am Gardasee in einen Garten mit Bächen, Teichen und Pfaden zu verwandeln. Hruska errichtete verschiedene kleine Teiche mit Wasser aus den naheliegenden Quellen, die er mit Bächen verband, die er so natürlich wie möglich anlegte. Das Wasser hielt den Garten feucht und kühl, während die Bäume ihn vor Wind und Kälte schützten. Am 30. September 1903 heiratete er die Holländerin Cornelia Anna Lelsz (Corry) (* 14. Januar 1874 in Buiksloot bei Amsterdam; † 23. August 1917 in Innsbruck). Sie hatten vier Kinder.
Wie alle Österreicher musste mit dem Ersten Weltkrieg auch die Familie Hruska Italien plötzlich verlassen. Sie versteckten ihre Wertsachen in den Höhlen und unter dem Wasserfall im Garten und flohen mit einem Boot. Sie ließen sich später in Brixen nieder. Die Familie Hruska erhielt die italienische Staatsbürgerschaft. Arthur Hruska setzte seine medizinischen Arbeiten in der Plastischen Chirurgie fort und operierte Kiefer- und Gesichtsverletzungen. Nach dem Ende des Ersten Weltkrieges wurden das Haus und der Botanische Garten Gardone wieder instand gesetzt. Hruska bereiste die ganze Welt, darunter Pyrenäen, Himalaja, Teneriffa und China. Er studierte Bergformationen, sammelte Pflanzen und durchquerte Lappland zu Fuß. Er errichtete nun ein Alpinum, ein Felsmassiv, um die Pflanzen in ihrer natürlichen Umgebung gedeihen zu lassen. Seine Kinder nannten deswegen den Garten „Elefantenfriedhof“. Der Garten ist üppig und grün, er wird von hohen exotischen Bäumen beschattet: Nadelbäume, Palmen, Kampferbäume, Bananenstauden, Bambusgras, im angelegten Dschungel sind Farne, Agaven, Lilien und Sträucher zu sehen, Wasserpflanzen blühen entlang der Bäche und um die Teiche herum. Seit 1988 gehörte der Garten dem österreichischen Künstler André Heller. Im Jahr 2014 verkaufte er ihn an den österreichischen Immobilien-Investor Günter Kerbler. Der Park ist jährlich zwischen März und Oktober der Öffentlichkeit zugänglich.

## Werke
- Die Stabilisierung gelockerter Zähne, Berlin 1912.
- Die Brücken, Interlaken 1927.
- Die Bewegung der Zähne als biologisches Problem der Zivilisation des Menschen, Berlin 1931.
- Die Zahnlockerung als biologisches Problem im Rahmen der menschlichen Domestikationserscheinungen, Berlin 1931.
- Die Zahntransplantation, Berlin 1939.
- 30jährige Erfahrungen mit der Parodontose-Therapie, Berlin 1942.
- Paradentosis of the cave-bear and some hominid fossils, in: Österreichische Zeitschrift für Stomatologie 45: 239–246 (1952).

### Werke seiner Söhne
- Arturo Hruska (jr.), Giovanni Hruska, Kurt Hruska: Die inkorporierte mehrgliedrige Prothese; die sogenannte festsitzende Brücke, München 1956.
- Arthur Hruska und Kaus Riehle: Aga Hruska. Der tragische Karneval. Autobiographie. Ibera Verlag - European University Press Verlagsgesellschaft m.b.H., 1998. ISBN 978-3-900436-76-6